# Manuel Orovio Echagüe
Manuel de Orovio y Echagüe (Alfaro, 17 de julio de 1817-Madrid, 18 de mayo de 1883) fue un aristócrata, abogado y político español, ministro de Hacienda y ministro de Fomento durante los reinados de Isabel II y Alfonso XII, período en el que también fue ministro de Ultramar de forma interina. Ostentó el título nobiliario de I marqués de Orovio.

## Biografía
Nació en Alfaro, hijo de Juan de Orovio y Colomo y de Antonia de Echagüe y Eguilor, pertenecientes a familias aristócratas riojanas. Licenciado en Derecho por la Universidad de Zaragoza y militante del Partido Moderado, inició su carrera política como alcalde de su ciudad natal hasta obtener en las elecciones de 1850 un acta de diputado por la circunscripción de Logroño, escaño que repetiría de forma casi consecutiva hasta las elecciones de 1867 en que pasó al Senado como senador vitalicio. No obstante al desencadenarse la Revolución de 1868 se apartó de la vida política no retornado a la misma hasta el fin de la I República en las que volvió al Congreso con las elecciones de 1876 de nuevo representando a Logroño y donde permanecería hasta que en 1879 volvió nuevamente al Senado como senador vitalicio, distinción que había perdido con el advenimiento de la I República.

### Puestos ministeriales
Fue ministro de Fomento entre el 16 de abril y el 21 de junio de 1865, y entre el 10 de julio de 1866 y el 23 de abril de 1868 en sendos gobiernos Narváez, destacando en esta segunda etapa su enfrentamiento con el estamento académico más progresista al emitir una circular que prohibía cualquier enseñanza contraria a la fe católica, a la monarquía o al sistema político vigente, y que le llevó a expulsar de sus respectivas cátedras a los profesores Salmerón o Castelar, entre otros, por medio del desde entonces llamado Decreto Orovio. Posteriormente, entre el 31 de diciembre de 1874 y el 12 de septiembre de 1875, fue nuevamente ministro de Fomento, en esta ocasión en un gabinete Cánovas, periodo que volvió a caracterizarse por su enfrentamiento con el profesorado universitario y que supuso la separación de la cátedra de Francisco Giner de los Ríos y su confinamiento en el Castillo de Santa Catalina en Cádiz.
Asimismo, fue ministro de Hacienda entre el 23 de abril y el 20 de septiembre de 1868 bajo la gestión del ministro de Gobernación González Bravo, y entre el 11 de julio de 1877 y el 19 de marzo de 1880 en los sucesivos gobiernos que presidieron Cánovas, Martínez Campos y nuevamente Cánovas. Al frente de este ministerio su gestión puso énfasis en la puesta al día del pago de los haberes a las clases dependientes del Tesoro, la eliminación del sistema de préstamos particulares al Estado, la dotación al Tesoro de recursos permanentes y adecuados, la mejora de la recaudación pública y el equilibrio presupuestario.

## Otros cargos y méritos
Fue gobernador civil de Madrid en 1858, caballero de la Orden de Carlos III, caballero de la Orden de Isabel la Católica y caballero de la Legión de Honor; y desde 1868 marqués de Orovio.
| Predecesor: Antonio Alcalá Galiano Antonio Aguilar y Correa Carlos Navarro Rodrigo | Ministro de Fomento 1865 1866-1868 1874-1875                      | Sucesor: Antonio Aguilar y Correa Severo Catalina del Amo Cristóbal Martín de Herrera |
| Predecesor: José Sánchez Ocaña José García Barzanallana                            | Ministro de Hacienda 1868 11 de julio de 1877-19 de marzo de 1880 | Sucesor: José Magaz y Jaime Fernando Cos-Gayón y Pons                                 |
| Predecesor: José Elduayen Gorriti                                                  | Ministro de Ultramar (interino) 1879                              | Sucesor: Salvador Albacete y Albert                                                   |